# Sprague (Washington)
Sprague és una població dels Estats Units a l'estat de Washington. Segons el cens del 2000 tenia 490 habitants.

## Demografia
Segons el cens del 2000, Sprague tenia 490 habitants, 216 habitatges, i 130 famílies. La densitat de població era de 300,3 habitants per km².
Dels 216 habitatges en un 26,4% hi vivien nens de menys de 18 anys, en un 49,5% hi vivien parelles casades, en un 7,4% dones solteres, i en un 39,4% no eren unitats familiars. En el 32,9% dels habitatges hi vivien persones soles el 14,4% de les quals corresponia a persones de 65 anys o més que vivien soles. El nombre mitjà de persones vivint en cada habitatge era de 2,27 i el nombre mitjà de persones que vivien en cada família era de 2,92.
Per edats la població es repartia de la següent manera: un 24,5% tenia menys de 18 anys, un 6,5% entre 18 i 24, un 21,6% entre 25 i 44, un 26,3% de 45 a 60 i un 21% 65 anys o més.
L'edat mediana era de 43 anys. Per cada 100 dones de 18 o més anys hi havia 91,7 homes.
La renda mediana per habitatge era de 29.079 $ i la renda mediana per família de 31.750 $. Els homes tenien una renda mediana de 30.833 $ mentre que les dones 21.875 $. La renda per capita de la població era de 15.912 $. Aproximadament el 8,9% de les famílies i el 13,2% de la població estaven per davall del llindar de pobresa.

## Poblacions més properes
El següent diagrama mostra les poblacions més properes.